# Габрієль Нарутович
Габрієль Наруто́вич (пол. Gabriel Narutowicz польська: [ˈɡabrjɛl naruˈtɔvit͡ʂ]; 17 березня 1865, Тельше, Ковенська губернія (нині — Литва) — 16 грудня 1922, Варшава, Польська Республіка) — перший президент Польщі, який пробув на посаді всього 5 днів, з 11 грудня (обраний 9) до вбивства 16 грудня 1922 року.
Професор Технологічного інституту в Цюриху, гідроінженер. Рідний брат Станіслава Нарутовича (Станісловас Нарутавичюс), який зробив кар'єру як литовський політик і брав участь у проголошені незалежності Литви в 1918 році.

## Політична кар'єра
Габрієль Нарутович з'явився в польській політиці в 1919 році як безпартійний депутат; був міністром громадських робіт, потім закордонних справ. Обраний на пост президента республіки Сеймом, після чого йому передав владу «Голова держави» маршал Юзеф Пілсудський.
Нарутовича підтримали ліві й коаліція національних меншин (євреїв, українців, литовців та ін.), тому націоналісти одразу розгорнули кампанію проти нього. Вони називали його «президентом євреїв», «тим хто не знає польську» тощо.

## Вбивство та наслідки
16 грудня новообраного президента застрелив на виставці у Варшаві екстреміст Елігіуш Невядомський — критик-модерніст і художник крайньоправих поглядів. Невядомського засудили до смертної кари і розстріляли 31 січня 1923 року у Варшавській цитаделі. На похоронах вбивці були присутні 10 000 осіб і націоналісти оголосили його мучеником.
Вбивство Нарутовича посилило політичну нестабільность у державі та скепсис Юзефа Пілсудського щодо республіканської влади; ця криза закінчилася Травневим переворотом 1926 року.